# Mortal Kombat Leyendas: La batalla de los reinos
Mortal Kombat Leyendas: La batalla de los reinos (título original en inglés: Mortal Kombat Legends: Battle of the Realms) es una película estadounidense animada para adultos perteneciente al género de artes marciales de 2021, basada en la franquicia Mortal Kombat creada por Ed Boon y John Tobias. Es la segunda película animada basada en Mortal Kombat que se produce en Warner Bros. Animation después de que su empresa matriz adquiriera la franquicia en 2009 de Midway Games y la secuela directa de Mortal Kombat Leyendas: La venganza de Scorpion, de la cual regresa la mayor parte del equipo de desarrollo y el elenco de voces para todos los personajes que regresan.

## Argumento
La historia toma lugar casi un año después de los eventos de Mortal Kombat Legends: La venganza de Scorpion. Tras la derrota del mundo exterior en el torneo del Mortal Kombat (Kombate Mortal) el poderoso emperador de este llamado Shao Kahn decide tomar este asunto en sus propias manos y para ello reúne a sus mejores comandantes, mientras en el reino de la Tierra el dios del trueno Raiden intenta completar el entrenamiento de Liu Kang al mismo tiempo que reúne a todos los mejores peleadores de la Tierra para que luchen en el inevitable conflicto.
La película arranca en un pasado, mostrando como una horda proveniente del Mundo Exterior (Outworld) persigue a una pareja con un bebe en sus manos. Dos de los perseguidores, guerreros Tarkatas asesinan a la pareja, y justo cuando estaban por matar al pequeño, Raiden aparece y los elimina, tomando al bebé, Liu Kang, bajo su tutela.
En el presente, el ejército del Mundo Exterior intenta asediar la Academia Shaolin Wu Shi, la cual es defendida por los shaolin liderados por Kung Lao. Parecería que el templo caería, sin embargo, Jax Briggs y Kurtis Stryker acuden en su ayuda, acabando con el frente del ejército. Un general reporta la situación a Kitana, la cual ordena que Kintaro, Reiko, Jade y Baraka (quien sobrevivió al décimo torneo) vayan al frente a combatir, siendo interrumpidos por Johnny Cage, quien intenta negociar cómicamente, pero ante la negativa de los del Mundo Exterior, Sonya Blade, Liu Kang y Raiden contraatacan. La pelea es interrumpida por el Emperador Shao Kahn, para proponer un torneo final en su fortaleza en el Mundo Exterior. Raiden accede y ambos piden autorización de los Dioses Antiguos. Con la petición concedida, Raiden además decide competir, renunciando a su condición de Dios protector de la Tierra.
En el Infierno (Netherrealm), Scorpion es abordado por el Dios caído Shinnok para obligarle a obtener un artefacto en el Templo de los Elementos en la Tierra, ya que el alma del espectro se combinó con la magia de la llave-amuleto que estaba en la isla de Shang Tsung. Scorpion escapa, pero Shinnok insta a sus Onis subordinados a que encuentren gente que les ayude en su misión.
Tiempo después, en el templo del clan Lin Kuei, Kuai Liang y Smoke son citados por el Gran Maestro. Durante el camino, Smoke le ofrece la máscara de Bi Han a Kuai Liang, para que tome su lugar como Sub-Zero y pueda vengarlo. El Gran Maestro les informa de una misión: capturar a Scorpion, y para asegurar el éxito, les presenta el nuevo enfoque del clan, los Cyberninjas. Sektor y Cyrax son los primeros miembros robotizados del clan, y la intención es repetir el proceso con Smoke y Sub-Zero. Ambos se niegan e intentan escapar del templo. Sin embargo, Smoke es capturado. 
En el Templo Wu Shi, Raiden regresa, al mismo tiempo de que las tropas del Mundo exterior se retiran, y recluta a los guerreros para el torneo final. Liu Kang cuestiona la decisión de Raiden de renunciar a su divinidad, pero accede igual. Antes de partir, Raiden detecta a Scorpion, quien pide consejo acerca de la llave de Shinnok. Raiden le aconseja que se oculte y evite combatir.
El torneo comienza, y los encargados de comenzar son Johnny Cage y D'Vorah, con la guerrera Kytinn superando ampliamente al actor. Luego los guerreros de la Tierra obtienen ventaja sobre el mundo exterior gracias a las victorias de Liu Kang, Stryker y Sonya sobre Jade, Baraka y Li Mei. Jax agrega una victoria más tras arrancarle los brazos a Kintaro. Un molesto Shao Kahn da por terminada la primera ronda de combates.
Por otro lado, Scorpion combate en un puerto contra Sektor y Cyrax, siendo superado. Sub-Zero interrumpe congelando a los cyborgs y busca vengar a su hermano, con un Smoke automatizado deteniéndolos y liberando a los otros cyborgs. Se desata un combate a tres frentes entre los implicados, siendo los cyborgs los vencedores tras repeler a Sub-Zero y capturar a Scorpion.
La segunda ronda del Mortal Kombat final inicia, y Raiden derrota con bastante dificultad a Reiko, intentándose acostumbrar a su cuerpo mortal. Los cyber Lin Kuei llegan al Templo de los elementos y obligan a Scorpion a abrirlo. Justo cuando iban a aniquilarlo, Sub-Zero los detiene y comienza a perseguir a Scorpion. 
En la noche de descanso, mientras Jax aconseja a Cage acerca de su relación con Sonya, Liu Kang se muestra preocupado por Raiden. Y en el templo de los Elementos, Scorpion intenta razonar con Sub-Zero mientras repelen a los cyber Lin Kuei. Pero ambos son derrotados y el Kamidogu de la Tierra es capturado. 
De vuelta al torneo, Sonya derrota a D'Vorah sin problemas, pero luego es el turno del Emperador para combatir. Shao Kahn supera la tecnología de Jax y se hace con la victoria, y luego, Shang Tsung vence a Stryker y lo asesina con su Fatality de posesión de cuerpos. El Emperador ahora combate con Kung Lao, quien a pesar de dar pelea, es superado y acabado con otra Fatality, ante la impotente mirada de Liu Kang. Es turno de Raiden, quien intenta disuadir a Kitana, dejándose ganar, pero en el momento en que Kitana iba a rematarlo, ésta ataca a traición a Shao Kahn, pero el emperador no se inmuta y la captura, para después derrotar también a Sonya. Liu Kang a continuación obtiene su victoria personal al vencer a Shang Tsung, incluso con un brazo lastimado, humillándolo al dejarlo lisiado sin acabar con él. 
En el infierno, los Lin Kuei le entregan el Kamidogu de la Tierra a Shinnok, sin percatarse de que él los había contratado para juntar a los seis artefactos, pues el objetivo del Dios Caído es restaurar al Ser Único, para destruir la realidad. Mientras Shinnok inicia el ritual, los onis atacan y asesinan a los Lin Kuei.
Mano a mano, Raiden y Shao Kahn combaten, pero el duelo es totalmente desparejo y el Emperador finalmente asesina a Raiden. Liu Kang, totalmente envuelto en ira, reta a Shao Kahn. El kombate al principio es favorable al Emperador, pero recordando las palabras de Raiden, Liu Kang saca su máximo poder y finalmente se lleva la victoria. Los Dioses Antiguos descienden y lo nombran ganador, además de comunicarle que el Ser Único estaba a punto de despertar y que debía combatirlo.
Shinnok logra completar el ritual, ante la impotente mirada de Scorpion y Sub-Zero, quienes escaparon del templo y lograron llegar al lugar. Los Dioses Antiguos infunden de poder a Liu Kang convirtiéndolo en Liu Kang Dios de Fuego. Él y los guerreros de la Tierra se transportan al palacio de Shinnok en donde encuentran a los ninjas y a Shinnok en su forma corrupta tras haber asimilado al Ser Único. Liu Kang enfrenta a Shinnok usando su Animality, un gigantesco dragón, mientras el resto de guerreros protegen a los ciudadanos y combaten a los onis. Shinnok toma ventaja pero Scorpion y Sub-Zero ayudan a Liu Kang, quien en una última embestida derrota al Dios Caído y regresa los reinos a la normalidad.

## Reparto
- Dave B. Mitchell - Raiden / Kintaro / Sektor
- Jordan Rodrigues - Liu Kang
- Patrick Seitz - Hanzo Hasashi / Scorpion
- Joel McHale - Johnny Cage
- Jennifer Carpenter - Sonya Blade
- Ike Amadi - Jackson "Jax" Briggs
- Grey Griffin - Kitana  / Satoshi Hasashi
- Bayardo de Murguia - Kuai Liang / Sub-Zero
- Matt Yang King - Kung Lao
- Matthew Mercer - Kurtis Stryker / Smoke
- Artt Butler - Shang Tsung / Cyrax
- Emily O'brien - Jade / Madre de Liu Kang
- Debra Wilson - D'Vorah
- Robin Atkin Downes - Shinnok / Reiko
- Fred Tatasciore - Shao Kahn
- Matthew Lillard - Shaggy Rogers

## Desarrollo
Jeremy Adams expresó interés en hacer una secuela y expreso su visión al respecto declarando:

"Más grande", bromea Adams. "Eso es todo lo que puedo decir al respecto. Absolutamente espero que eso suceda. No sé nada más además de eso. Pero sí, mi esperanza es que esto tenga un estreno en cines en algún momento. Espero que algún día tal vez les guste un Evento de Fathom o algo así, solo para que los fans vayan al teatro porque creo que sería algo muy divertido para la participación de la audiencia".

Tras muchos meses de especulación y filtraciones, en junio del año 2021, se anunció que se estaba produciendo una secuela directa de Mortal Kombat Legends: La venganza de Scorpion titulada Mortal Kombat Legends: La batalla de los reinos, con la mayoría del elenco y el equipo de desarrollo de La venganza de Scorpion listos para regresar para la película, posteriormente se anunció la fecha de estreno para la película declarando que está programada para debutar el 31 de agosto de 2021.

## Fenómeno de Internet
En la escena de apertura de la película, donde aparece el logo de Warner Bros. se da una especie de continuidad con respecto a la película anterior en donde el Pato Lucas era capturado por Scorpion. En este caso, Scorpion realiza una Kata para luego ser atrapado de la misma manera por Shaggy Rogers, de la serie Scooby-Doo, el cual está rodeado de una aura verde, inspirado en el meme de internet en donde Shaggy poseía "el ultra instinto", el cual es derivado de una escena de la película Scooby-Doo! La leyenda del fantasmasauro. Dicho meme cobró tal popularidad que fue solicitado por los fans para que sea contenido descargable del juego Mortal Kombat 11.